# Янувка (Замойський повіт)
Янувка (пол. Janówka) — село в Польщі, у гміні Ситно Замойського повіту Люблінського воєводства. Населення — 146 осіб (2011).

## Історія
За даними етнографічної експедиції 1869—1870 років під керівництвом Павла Чубинського, у селі переважно проживали греко-католики, усе населення розмовляло українською мовою.
У 1975—1998 роках село належало до Замойського воєводства.

## Демографія
Демографічна структура станом на 31 березня 2011 року:
|          | Загалом | Допрацездатний вік | Працездатний вік | Постпрацездатний вік |
| -------- | ------- | ------------------ | ---------------- | -------------------- |
| Чоловіки | 64      | 7                  | 48               | 9                    |
| Жінки    | 82      | 17                 | 37               | 28                   |
| Разом    | 146     | 24                 | 85               | 37                   |